# Tagebücher (Cobain)
Tagebücher ist der deutsche Titel von Kurt Cobains „Journals“, die 2002 bei Riverhead Books, einer Gruppe der Penguin Books erschienen ist.

## Allgemeines
Übersetzt und herausgegeben ist es von Clara Drechsler und Harald Hellmann. Die deutsche Ausgabe ist eine Auswahl der englischsprachigen Notizen und Tagebucheinträge des Sängers, Gitarristen und Frontmanns der Grunge-Rockband Nirvana, der in 23 Notizbüchern etwa 800 eng beschriebene Seiten hinterließ, wobei die Herausgeber teilweise das Original faksimilierten, teilweise ohne Faksimile es abdrucken ließen. In den meisten Fällen findet man auf der linken Seite das Faksimile, auf der rechten die Übersetzung. In den anderen Fällen findet man nur Übersetzungen oder Texte, die keine Übersetzung erfordern wie Listen von Bandnamen, die Cobain schätzte und die ihm als Inspirationsquellen für seine Musik dienten, auch Grafiken, Comics oder Zeichnungen bleiben verständlicherweise, auch wenn sie Text enthalten, unübersetzt.

## Inhalt
Cobains Notizen und Tagebucheinträge sind recht vielfältig und unterschiedlich, aber auch heterogen. Man findet Briefe, Liedtexte, seien es veröffentlichte, oder unveröffentlichte, also Abweichungen, Vorentwürfe oder Streichungen zu den veröffentlichten, eigene Comics, Grafiken, Zeichnungen, Entwürfe, Ideen und Kritiken, als auch Einschätzungen und Meinungen. Die Briefe sind meist die Entwürfe davon und oft wurden sie nicht abgeschickt. Bei den Entwürfen und Ideen handelt es sich in einer Vielzahl der Fälle um Covergestaltungen und um das Öffentlichkeitsbild seiner Band Nirvana. Unter den Briefen finden sich folgende Adressaten: Dale Crover, der zeitweise Schlagzeuger der Band war, Dave Foster, der ebenfalls Schlagzeuger in den Anfangstagen war, Mark Lanegan (Screaming Trees), Eugene Kelly von der Band The Vaselines, Tobi Vail, Schlagzeugerin von Bikini Kill, sein Vater und seine Ehefrau Courtney Love. Bei den Bandlisten hat der Autor die Auswahl betreffend außerordentlich viel Sorgfalt verwendet, sie stammen aus einer breitgefächerten Musikstillandschaft und illustrieren Cobains intensive Auseinandersetzung mit dem Phänomen Popularmusik. In der vorliegenden Ausgabe kommen sie an neun Stellen im Buch vor.

## Kritik
- Buchkritik auf www.faz.net
- Buchkritik bei www.spiegel-online.de

## Textausgaben
- Englischsprachig (als Taschenbuch): Kurt Cobain: Journals. New York, 2003. 304 Seiten. Penguin Books USA. ISBN 9781573223591.
- Deutschsprachig (Hardcover): Kurt Cobain: Tagebücher. 1988–1994. Hrsg. u. übers. v. Clara Drechsler und Harald Hellmann. Köln, 2002. Kiepenheuer & Witsch. 320 Seiten. ISBN 3-462-03184-8.
- Deutschsprachig (als Taschenbuch): Kurt Cobain: Tagebücher. Aus dem Amerikanischen von Clara Drechsler und Harald Hellmann. Frankfurt am Main. Fischer Taschenbuch. Broschiert. ISBN 978-3-596-16016-7.